# Валерий Валент
Вижте пояснителната страница за други личности с името Валент.
Аврелий Валерий Валент е римски император от декември 316 до 1 март 317. Преди това Валент е бил dux limitis в Дакия, но това е всичко, което се знае за него, поради краткостта на неговото управление.
В първата гражданска война между Лициний и Константин I е сключено примирие на 8 октомври 314. Въпреки това в ранния декември 316, знаейки, че примирието няма да издържи още много, Лициний назначава Валент за съимператор, за да покаже на Константин, че търпението му се е изчерпало.
След разгрома на Лициний в Campus Ardiensis в края на 316 г. или началото на 317 г., Константин сключва мир с него на 1 март 317 г. в Сердика – т.нар. concordia Augustorum, по силата на който Лициний отстъпва европейските си територии без Тракия, а впоследствие детронира и екзекутира Валент.
Лициний ще използва същия похват (със същия нищожен успех) във втората гражданска война с Константин, назначавайки Мартиниан за съимператор.